# Октаграма

Рівнокутна октаграма

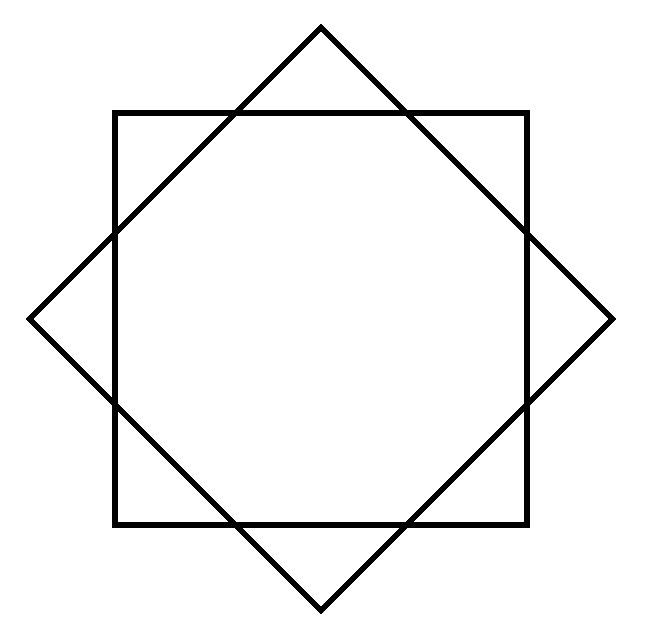
Спрощена октаграма

Октаграма (грец. οκτάγραμμον, від грец. οκτώ, «вісім» і γράμμα — «риска, лінія») — геометрична фігура у вигляді восьмипроменевої зірки, хрестостріла. Може зображуватися в спрощеному вигляді — два квадрата, один повернутий щодо другого на 45 градусів. Є головним символом різдвяно-колядницьких містерій в Україні. Зустрічається також в українських писанках, українській вишивці, народному різьбленні, витинанці тощо.
Схожі символи зустрічаються в багатьох народів, наприклад в культурі удмуртів — толезьо, у латишів — аусекліс тощо.
Бувши намальована вписаною в коло, октаграма уособлює порядок, творення й рівновагу.

## Значення в православ'ї
Зображення восьмипроменевої зірки використовується в іконах Божої Матері (напр. Неопалима Купина) і запрестольний іконах, символізуючи ту зірку, яка вела волхвів на поклоніння Христу Немовляті. У церковній практиці з двох сторін її зазвичай пишуться образи: з одного боку — Знамення Божої Матері, з іншого — св. Миколи Чудотворця, або, рідше, того святого, на честь якого освячено храм.

## У геральдиці
У геральдиці октаграма носить назву здвоєний хрест або рівнокінцевий хрест з двоклінчатими кінцями, іноді її також називають карельською зіркою чи фінською зіркою, оскільки вона використовується в народних орнаментах у карелів, фінів та інших північних фінно-угорських народів як знак відродження і дороговказності, символ слави і світла.
Є одним з найрозповсюдженіших елементів українських геральдичних символів.

## Восьмипроменева зірка на українських гербах

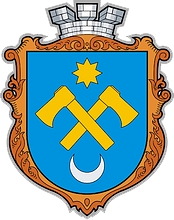
Герб Сокирян
Герб Миргорода
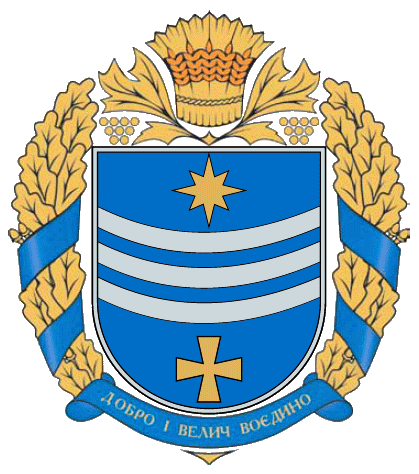
Герб Добровеличківського району
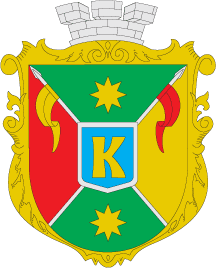
Герб Котельви
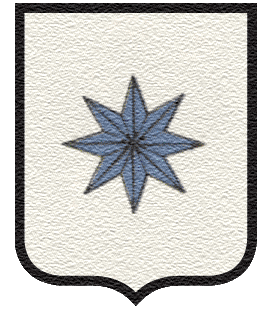
Герб Скалата
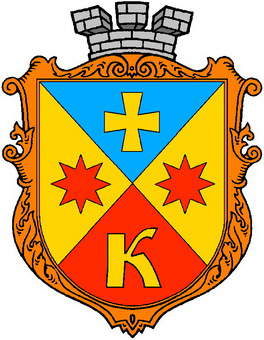
Герб Кобеляк
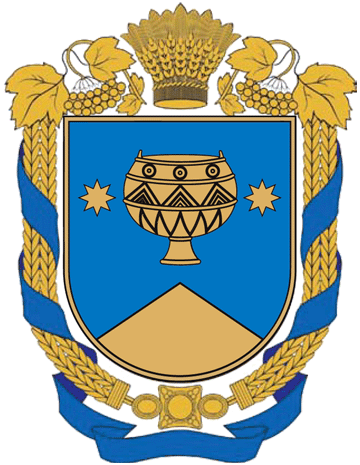
Герб Новоукраїнського району
Герб Новосанжарського району
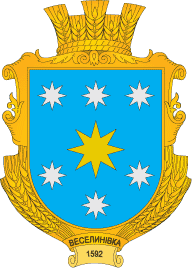
Герб села Веселинівка (Славутський район)